# 승인 (영화 제작)
영화 및 텔레비전 산업의 맥락에서 승인 또는 그린라이트(greenlight)란 프로젝트 진행을 허가하는 것을 의미한다. 이는 구체적으로 제작 자금을 공식적으로 승인하고 자금 조달을 약속함으로써 프로젝트가 개발 단계부터 사전 제작 및 본 촬영까지 진행될 수 있도록 하는 것을 의미한다. 프로젝트를 승인할 수 있는 권한은 일반적으로 조직 내에서 프로젝트 또는 재무 관리 역할을 맡은 사람에게 있다. 프로젝트를 홍보 단계에서 승인까지 진행하는 과정은 프로젝트 그린라이트라는 성공적인 리얼리티 TV 쇼의 기초를 형성했다. 이 용어는 "계속 앞으로 가라"를 나타내는 녹색 교통 신호에 대한 참조이다.
미국의 빅 5 메이저 영화사와 미니 메이저 영화사에서는 일반적으로 스튜디오의 고위 간부들로 구성된 위원회가 그린라이트 권한을 행사한다. 그러나 일반적으로 최종 판단을 내리는 사람은 스튜디오 사장, 회장 또는 최고 경영자이다. 미화 수억 달러가 소요되는 대규모 영화 예산의 경우, 스튜디오 모기업 미디어 대기업의 최고 경영자(CEO) 또는 최고 운영 책임자(COO)가 최종 승인 권한을 가질 수 있다. 실질적으로 21세기 주요 영화 스튜디오의 그린라이트 파워는 스튜디오가 북미 시장의 폭넓은 개봉을 위해 지정된 장편 영화에 평균 약 1억 달러를 지출하도록 할 수 있는 힘을 의미한다. 역사적으로 이 권력은 할리우드의 백인 남성 임원들에 의해 독점적으로 보유되었지만 현상 유지는 21세기에 들어와 서서히 변화하기 시작했다. UCLA는 2020년에 할리우드 영화 스튜디오의 고위 경영진이 백인 93%, 남성 80%라고 보고했다.
스튜디오 경영진은 영화 승인 여부를 결정할 때 여러 가지 요소를 고려하며 그 중 몇 가지는 다음과 같다: 영화에 이미 돈을 벌 수 있는 스타나 감독이 붙어 있다. 영화는 기존 미디어 프랜차이즈와 관련되어 있기 때문에 "내재된 청중"을 가지고 있다. 이야기는 폭넓은 청중의 공감을 불러일으키고, 열정적인 감정을 불러일으키며, 시청자가 다음에 무슨 일이 일어날지 간절히 기대하면서 앞으로 몸을 기울이게 만든다. 영웅은 호감이 가고 공감이 간다. 영화는 4개 사분면 모두에 판매될 수 있다. 영화는 여러 창구를 통해 여러 국제 시장에 널리 배포될 수 있다.